# 法国使馆旧址
39°54′10″N 116°24′38″E / 39.902759°N 116.410516°E
法国使馆旧址，是中国北京的一座法国外交代表机构旧址，位于东交民巷与台基厂大街交口处的西北角，现地址为东交民巷15号。清咸丰年间建成之初是纯亲王府（后为纯公府）的宅地，后成为法国驻华使馆。

## 历史

### 清末
清朝咸丰十年八月（1860年10月）英法联军攻占北京，法军占领肃亲王府。1860年11月签订中法《北京条约》，允许法国在北京设使馆。法国公使葛罗即要求“租”肃亲王府为法国使馆。因为第一代肃亲王豪格是清太宗皇太极的长子，清朝开国功臣，八大铁帽子王之一，清政府难以接受，乃提出可将宗室景崇府（纯公府）租给法国。法国公使葛罗拒不接受。奕訢同意其可以自行修葺，并且准许在府西花园的空地上自建房屋，全部修缮费用均在每年一千两租银内扣除，法方这才同意。咸丰十一年（1861年2月），法国公使布尔布隆派参赞哥士耆到北京主持修建事宜。咸丰十一年二月二十五日（1861年3月25日），法国公使布尔布隆由天津抵达北京，进驻纯公府法国使馆。光绪二十六年五月（1900年6月），义和团围攻东交民巷使馆区时，法国使馆内的部分建筑被毁。《辛丑条约》签订后，法国使馆扩大范围，将柴火栏胡同以南、原法国使馆外西北部的民宅区兼并。

### 民国
随着中华民国的成立，20世纪30年代，法国政府在南京设立的公使馆升格为大使馆，位于东交民巷的原法国使馆则降格为法国驻北京公使馆。第二次国共内战后，包括法国在内的西方国家关闭了在中国内地的所有外交代表机构并随中华民国政府迁台。

### 共和国初年
1949年中华人民共和国成立以后，该建筑群成为中央人民政府外交部（1954年改为中华人民共和国外交部）外事活动及办公场所之一。1960年春夏之交，《毛泽东选集》中文版第四卷出版。大病初愈的徐永煐正挂中华人民共和国外交部顾问衔半休，奉命于1960年夏季出面主持英译《毛泽东选集》第四卷工作。参加英译工作的有程镇球、郑儒箴、杨承芳、陈龙、吴景荣、方钜成、于宝榘、赵一鹤等人。润色译稿者有钱钟书及外国友人马尼娅、柯弗兰（Frank Coe）等人。上述人员集中在北京万寿路十八所，用半年时间完成了初定稿。但徐永煐身体又坏了，随后中央指定外交部常务副部长章汉夫负责组织审改定稿工作。章汉夫因事忙转请国际关系研究所所长孟用潜主持审定。参加定稿的有孟用潜、徐永煐、冀朝鼎、唐明照、钱钟书、裘克安、程镇球及美国友人柯弗兰、爱德乐（Solomon Adler）、爱泼斯坦、李敦白，工作地点在东交民巷15号宾馆。1961年春夏，《毛泽东选集》第四卷（国内版）翻译完成，由外文出版社出版发行。

### 文革年间
1966年文革爆发后，1966年6月20日，在外交部办公厅主任董越千部长助理的陪同下，陈毅副总理兼外交部长到外交部看大字报。他看完东交民巷15号、30号、40号及东单外交部街33号等外交部工作地点的大字报后（当时外交部无整栋办公楼，外交部内各部门分散在上述几地工作），又到外交部办公厅翻译室听取群众意见。
1967年8月2日，北京外国语学院“六一六造反兵团”头头刘令凯等十多人强行冲进东交民巷15号（外交部部长办公及接待外宾的场所），封堵外交部大门，禁止人员进出。他们在院内张贴“打倒陈毅”大标语及漫画、传单，树立了模仿陈毅形象的稻草人，还张贴了“外交部里有大鬼”、“周总理说话要兑现”等大标语。他们闯进部长办公室，揪走了姬鹏飞、乔冠华、徐以新三位外交部副部长。8月2日晚，由北京外国语学院“红旗革命造反团”二百多位红卫兵造反派组成的“揪陈大军”（意思是揪斗陈毅的大军）在正义路广场召开“彻底批判刘邓陈‘三降一灭’修正主义外交路线大会”。
1967年8月16日，北京外国语学院“红旗革命造反团”近百名学生在“外交部革命造反联络站”（以下简称“联络站”）部分人员的指引下，冲进东交民巷15号外交部大院，砸毁“外交部革命造反总部”（以下简称“总部”）的办公室，围攻并驱赶总部值班人员，搜走了总部的文件、资料、录音带等，在总部办公室内贴满“砸烂总部”、“踏平保皇总部”、“打倒保皇派”、“保皇总部罪该万死”、“炮打中央文革罪该万死”等标语。最后他们查封了总部办公室，并对总部核心组发出最后通牒，限两天内交出“认罪书”并解散。同时，联络站核心组对总部发出多道“通令”、“勒令”、“警告”等，准备彻底打垮总部。

### 西哈努克行宫
1970年朗诺发动政变后，东交民巷15号成为前柬埔寨国王诺罗敦·西哈努克和王后莫尼列的行宫，二人流亡中国期间不定期在此居住长达40多年。

### 现状
目前法国使馆旧址和旁边的东交民巷17号都属于军事管制区，门口有武装警察看守，一般民众不得进入。

## 建筑

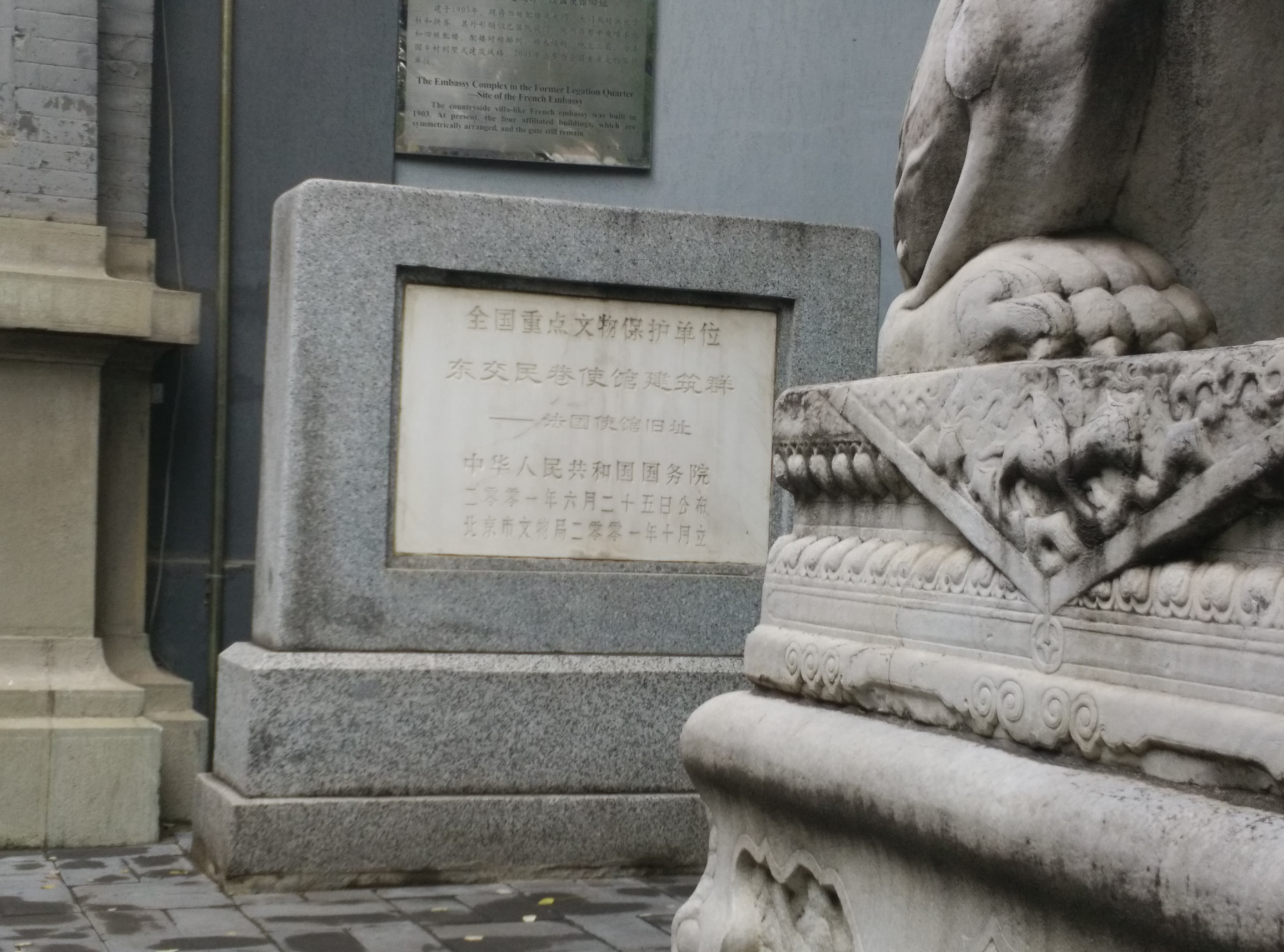
东交民巷使馆建筑群——法国使馆旧址的全国重点文物保护单位牌

成为法国使馆后，纯公府保留了门口的两只石狮和府内的中国亭阁，拆毁了大部分中国宫殿式建筑，并建造了欧洲风格的使馆建筑。使馆在义和团运动中损毁严重，后建筑多为光绪二十六年后修建。
法国使馆旧址现占地东西约为122米，南北约为217米。原使馆主楼距离大门约140余米。现存的原建筑有大门，东1、东2、东3、西4共四座官邸，以及院内汉白玉莲花喷水池。其他均为现代建筑。
- 使馆大门：单拱券凯旋门式，两侧有弧形侧墙，用青砖砌筑，局部线脚采用青石装饰。门洞两侧墙，砖砌向外凸出呈现墩状，下部为基座，上部采用长方形外凸线脚与孔洞点缀。门洞上部是半圆券，拱角下的拱脚石支在两个砖砌圆形倚柱上，柱头是仿爱奥尼式。门前有两只石狮，可能是纯公府原物，也可能是由其他地方迁来。弧墙前有连以铁链的石墩。[1]
- 原使馆主楼：砖木结构二层楼，平面呈“U”字形，带地下室，灰砖清水墙，局部采用青石装饰，坡屋顶上有烟囱。主楼体型东西对称，东西两端略向前凸。底层南面是连廊，用1比3的大平拱与单拱相间隔，二层连廊是间距密的柱廊。底层中央有三个大平拱券洞与较小的券洞相交替，拱角立在青石立柱上。底层东端是前厅及楼梯，西端是大餐厅及厨房，中部为一大一小两个会议厅，两个会议厅可合可分。二层主要是办公用房。该主楼已被拆除，现原址新建了一座体量类似的二层楼。[1]
- 四栋官邸：均为二层楼，灰砖清水砖墙，装饰以石材。其中三栋在花园东侧，但东北部的一栋和其他两栋不在同一条直线上，花园西侧一栋与东侧的三栋也没有构成横轴关系。这四栋官邸保存较好，室内门窗已改为铝合金。[1]
- 喷水池：位于院内，汉白玉莲花造型。[1]